# Síndrome del trocánter mayor
El síndrome del trocánter mayor, también conocido como bursitis trocantérea, es la inflamación de las bolsas peritrocantéreas, alguna de las entre 14 y 21 bolsas sinoviales existentes en la articulación de la cadera.
Esta bolsa se encuentra en la parte superior de la cadera, en el lado externo del fémur, entre la inserción de los músculos glúteo medio y glúteo menor en el trocánter mayor del fémur y el eje femoral. Su función, como la de cualquier bolsa corporal, es la de trabajar como amortiguador y lubricante durante el movimiento de los músculos adyacentes a la misma.
Algunas veces, esta bolsa se puede inflamar llegando a producir diferentes niveles de dolor, siendo síntoma de la posible existencia de una lesión (postraumático), producida por un brusco movimiento o por asociado a diversas patologías, en otras ocasiones se inflama de forma súbita. El síntoma principal es un dolor agudo de la cadera estando de pie o caminando, haciendo imposible cualquier maniobrabilidad de manera cómoda en la zona afectada.
A  menudo, el dolor de la cadera lo causa algún malestar relacionado con los tendones de los glúteos que conlleva la inflamación de la bolsa, siendo esto común en mujeres de mediana edad llegando a producir un dolor crónico que termina por no responder a los tratamientos especializados. Otras causas de la bursitis pueden ser una desigualdad en la longitud de las piernas, el síndrome de la cintilla iliotibial, debilidad de los músculos abductores de la cadera.
Éste síndrome puede diagnosticarse de manera errónea, debido a que tiene el mismo patrón de dolor que otras enfermedades músculoesqueléticas. Por esa razón, muchos afectados que han sido mal diagnosticados, pueden llegar a soportar tratamientos ineficaces. También puede deberse a dolor de espalda, artritis, obesidad.
Se considera como uno de los dolores más malignos en la anatomía humana , seguido del síndrome piramidal.